# 麻薺寮
麻薺寮，原寫為蔴齊藔，是臺灣苗栗縣公館鄉的一個傳統地域名稱，位於該鄉中部偏西。相較於今日行政區，其範圍大致與玉泉村相近。

## 歷史
台灣清治末期至日治初期，麻薺寮地區為一街庄，稱為「蔴齊藔庄」，隸屬於苗栗一堡。該庄北與五穀崗庄為鄰，東與大坑庄為鄰，南邊為公館庄，西邊為中小義庄。
1901年（日治明治三十四年）11月，全台廢縣廳改設二十廳，該庄隸屬於苗栗廳。1909年（明治四十二年）10月，合併二十廳為十二廳，該庄改隸屬於新竹廳。1920年（大正九年），廢十二廳改設五州二廳，該庄改制並雅化為「麻薺寮」大字，隸屬於新竹州苗栗郡公館庄。
戰後公館庄改制為公館鄉，隸屬於新竹縣，大字亦改制為村。1950年桃、竹、苗分治，公館鄉改隸屬於苗栗縣。

## 聚落
本地區發展較早的聚落有蔴齊藔、樹伯公等，在日治期初期的官方地圖上已有記載。此外，本地區尚有竹圍子聚落。

## 交通
省道台6線又稱「舊後汶公路」、「龍汶公路」，是後龍龍港至大湖溫泉口的幹道，大致以北北西—南南東走向經過本地區。由該道路向北北西過龜山橋後轉東北繞過苗栗市區東側及北側後可前往後龍南部、龍港並止於省道台61線後龍交流道及縣道119號路口，向南南東可前往公館市區、獅潭汶文南側並止於省道台3線路口。
縣道128號是通霄至公館的道路，其東側端點位於本地區中部省道台6線路口。由此向西南出境後可前往中小義、銅鑼、西湖高埔、通霄並止於台鐵通霄車站前中山路（省道台1線舊線）路口。
鄉道苗25線是頭屋至福基的道路，大致先以北北東—南南西走向由本地區北部邊界進入，至省道台6線轉北北西與其共線，隨後離開本地區至五穀岡轉西南獨行，隨後轉東北東—西南西走向再次經過本地區西北端。由該道路在本地區的東段東北側端點向北北東可前往內五穀岡、鶴子岡、尖山、二崗坪、頭屋市區並止於省道台13線路口；由西段的西南側端點向西南西轉西再轉南可前往中小義、關爺埔、福基並止於省道台6線路口。

## 廟宇
- 玉泉村開基福德祠（土地祠）